# Бардубани
Бардубани (груз. ბარდუბანი) — село в Грузии, на территории Тержольского муниципалитета края (мхаре) Имеретия.

## География
Село находится в западной части Грузии, на правом берегу реки Квирилы, на расстоянии приблизительно 6 километров (по прямой) к западо-северо-западу от города Тержола, административного центра муниципалитета. Абсолютная высота — 193 метра над уровнем моря.

## Население
По результатам официальной переписи населения 2014 года, в Бардубани проживало 1113 человек (544 мужчины и 569 женщин). В национальной структуре населения грузины составляли 99,8 %, казахи — 0,1 %, русские — 0,1 %.
| Год  | Население, человек |
| ---- | ------------------ |
| 2002 | 1228               |
| 2014 | ↘ 1113             |